# Municipio Villa Tunari
Das Municipio Villa Tunari ist ein Verwaltungsbezirk im Departamento Cochabamba im südamerikanischen Anden-Staat Bolivien.

## Lage im Nahraum
Das Municipio Villa Tunari ist eines von drei Municipios der Provinz Chapare. Es grenzt im Nordwesten an die Provinz Ayopaya, im Südwesten an die Provinz Quillacollo, im Süden an das Municipio Sacaba und an das Municipio Colomi, im Südosten an die Provinz Tiraque, im Osten an die Provinz Carrasco und im Norden an das Departamento Beni.
Der zentraler Ort des Municipios ist Villa Tunari mit 3210 Einwohnern am östlichen Rand des Municipios. (Volkszählung 2012)

## Geographie
Das Municipio Villa Tunari liegt im bolivianischen Tiefland am Nordrand der Cordillera Oriental. Das Klima ist tropisch mit einem ausgeprägten Tageszeitenklima. Die jährliche Durchschnittstemperatur im langjährigen Mittel liegt bei knapp 27 °C, die Monatstemperaturen liegen zwischen gut 23 °C im Juli und knapp 29 °C im Dezember und Januar.
Der Jahresniederschlag mit 2.300 mm weist eine deutliche Regenzeit von Oktober bis April auf, mit Monatsniederschlägen zwischen 160 und 380 mm.

## Bevölkerung
Die Einwohnerzahl ist zwischen 1992 und 2024 auf das Doppelte angestiegen:
| Jahr | Einwohner | Quelle       |
| ---- | --------- | ------------ |
| 1992 | 48.111    | Volkszählung |
| 2001 | 53.996    | Volkszählung |
| 2012 | 71.146    | Volkszählung |
| 2024 | 95.588    | Volkszählung |

Die Bevölkerungsdichte des Municipios betrug 8,6 Einwohner/km² bei der letzten Volkszählung von 2024, der Anteil der städtischen Bevölkerung ist 9,2 %.
Die Lebenserwartung der Neugeborenen lag im Jahr 2001 bei 57,4 Jahren.
Der Alphabetisierungsgrad bei den über 19-Jährigen beträgt 78,3 %, und zwar 87,2 % bei Männern und 65,1 % bei Frauen (2001).

## Politik
Ergebnis der Regionalwahlen (concejales del municipio) vom 4. April 2010:
| Wahl- berechtigte |  | Wahl- beteiligung | gültige Stimmen |  | MAS-IPSP |
| ----------------- |  | ----------------- | --------------- |  | -------- |
| 32.411            |  | 29.242            | 24.714          |  | 24.714   |
|                   |  | 90,2 %            | 84,5 %          |  | 100,0 %  |

Ergebnis der Regionalwahlen (elecciones de autoridades políticas) vom 7. März 2021:
| Wahl- berechtigte |  | Wahl- beteiligung | gültige Stimmen |  | MAS-IPSP | SÚMATE | SOMOS  | MTS    | C-A    | PAN-BOL |
| ----------------- |  | ----------------- | --------------- |  | -------- | ------ | ------ | ------ | ------ | ------- |
| 50.310            |  | 44.911            | 42.509          |  | 40.883   | 550    | 340    | 239    | 161    | 149     |
|                   |  | 85,90 %           | 94,65 %         |  | 96,18 %  | 1,29 % | 0,80 % | 0,56 % | 0,38 % | 0,35 %  |

## Gliederung
Das Municipio Villa Tunari gliederte sich bei der letzten Volkszählung von 2012 in die folgenden beiden Kantone (cantones):
- 03-1003-01 Kanton Villa Tunari – 365 Ortschaften – 70.119 Einwohner
- 03-1003-02 Kanton Mendoza – 4 Ortschaften – 1.027 Einwohner

## Ortschaften im Municipio Villa Tunari
- Kanton Villa Tunari
  - Eterazama 3359 Einw. – Villa Tunari 3210 Einw. – Villa 14 de Septiembre 2123 Einw. – Chipiriri 1064 Einw. – San Gabriel 1041 Einw. – Paractito 1029 Einw. – Samuzabety 999 Einw. – Isinuta 971 Einw. – San Pedro 907 Einw. – San Francisco 846 Einw. – Sinuta 827 Einw. – Uncia 805 Einw. – Primero de Mayo 782 Einw. – Nueva Tacopaya 777 Einw. – San Rafael 760 Einw. – Villa Porvenir 687 Einw. – Pueblo Nuevo Aroma 679 Einw. – Villa Urkupiña 668 Einw. – Independencia 664 Einw. – Maica Monte 655 Einw. – La Estrella 612 Einw. – Simón Bolívar 601 Einw. – Santa Rosa 561 Einw. – Tocopilla 559 Einw. – Cuarenta Arroyos 551 Einw. – San Gabriel 548 Einw. – Villa Bolívar 532 Einw. – San Juan de Icoya 511 Einw. – Ichoa 484 Einw. – Eduardo Avaroa 467 Einw. – Senda Bayer 407 Einw. – Litoral 380 Einw. – San Francisco Alto 372 Einw. – Moleto 343 Einw. – Villa General Román 257 Einw. – San Miguel 252 Einw. – Puerto San Francisco 243 Einw.

- Kanton Mendoza
  - San José 435 Einw.